# اوبروولتس
اوبروولتس (به آلمانی: Oberwölz) یک شهرستان در اتریش است که در مورو واقع شده‌است. اوبروولتس ۲۱۰٫۱۷ کیلومتر مربع مساحت دارد.